# KOMPSAT-5

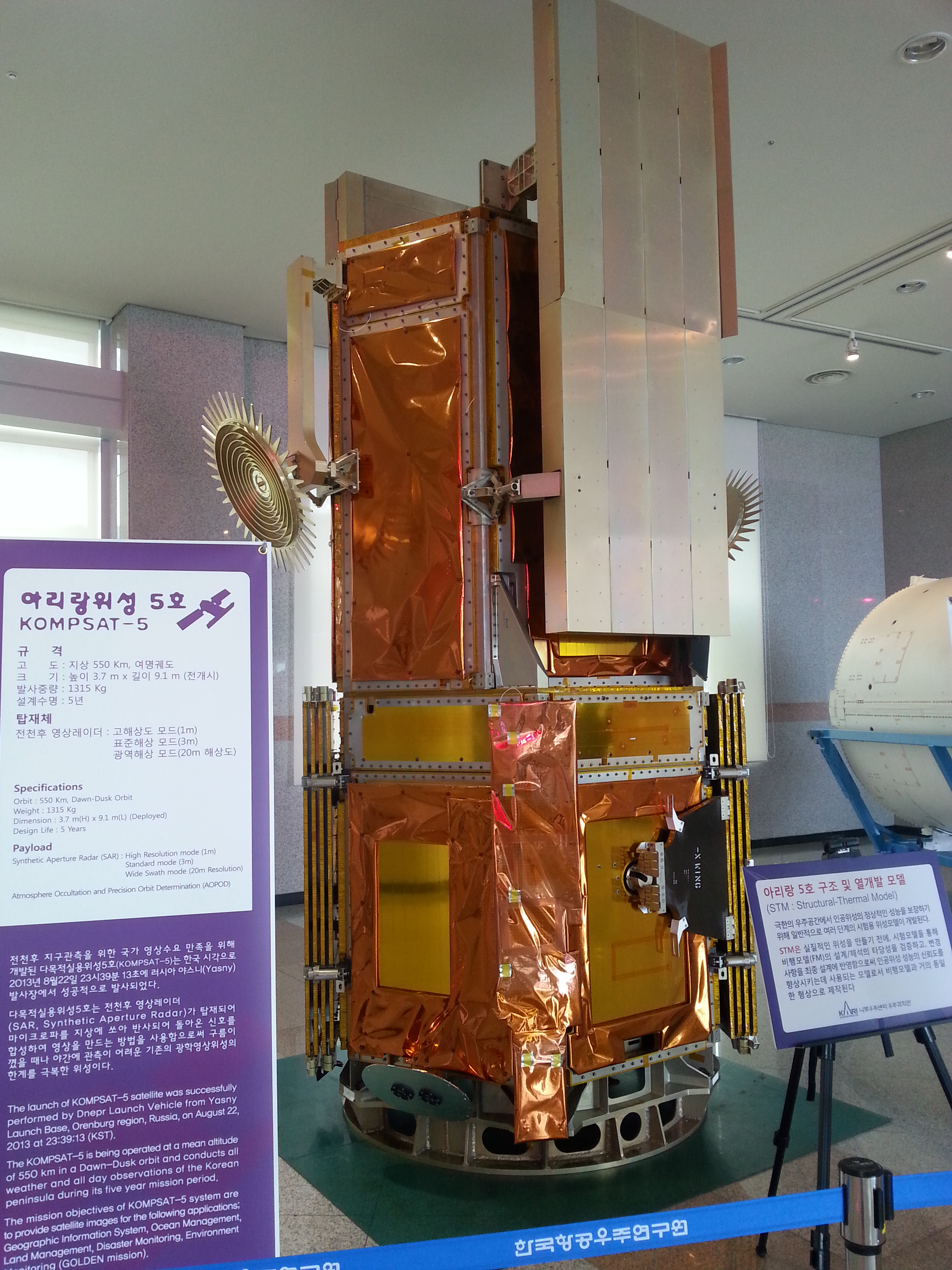
Un modèle structurel et thermique du satellite au musée des sciences spatiales de Naro.

KOMPSAT-5 (acronyme de KOrean Multi-Purpose SATellite-5), appelé aussi Arirang-5 (en coréen : 아리랑 5호), est le quatrième satellite d'observation de la Terre sud-coréen. Sa charge utile est constituée par un radar à synthèse d'ouverture fournissant des images avec un pouvoir de résolution compris entre 1 et 20 mètres selon les modes d'observation. Il est placé en orbite en 2013.

## Historique
La Corée du Sud lance en 1995 son programme national de satellites d'observation de la Terre, qui est baptisé KOMPSAT. L'objectif est de fournir des services pour différentes applications de télédétection telles que la réalisation d'un système d'information géographique national, le contrôle de ses ressources agricoles et le suivi des désastres naturels. KOMPSAT-5 est le quatrième satellite du programme et c'est le premier à utiliser un radar à synthèse d'ouverture. En mars 2006, l'Institut coréen de recherche aérospatiale (KARI) passe un contrat avec Thales Alenia Space, Italie pour la fourniture d'un radar à synthèse d'ouverture ainsi que la chaîne de transmission des données et leur traitement au sol. La construction de la plate-forme et l'intégration du satellite est réalisé par KARI avec des contributions de Korea Aerospace Industries (KAI) de Hanwha, Doowon Heavy Industries et SaTReC. KOMPSAT-5 est placé en orbite le 22 août 2013 par un lanceur ukrainien Dnepr qui décolle de la cosmodrome de Iasny située en Russie,.

## Caractéristiques techniques du satellite
Le satellite KOMPSAT-5 utilise une plate-forme modulaire qui hérite de composant mis au point pour KOMPSAT-2. La masse au lancement est de 1 400 kilogrammes. Le satellite est stabilisé sur 3 axes. Son orientation est déterminée à l'aide de viseurs d'étoiles, de capteurs solaires, de gyroscopes et d'une centrale à inertie. Les changements d'orientation sont réalisés à l'aide de roues de réaction et de magnéto-coupleurs. L'énergie est fournie par deux ensembles de panneaux solaires déployés en orbite et orientables avec 1° de liberté. Ceux-ci produisent 1 400 watts en fin de vie et l'énergie est emmagasinée dans des accumulateurs lithium-ion d'une capacité de 97 ampères-heures. Les données sont transmises en bande S et en bande X (débit sur la liaison descendante de 310 mégabits par seconde. La durée de vie est de 5 ans minimum.

## Orbite
KOMPSAT-5 décrit une orbite héliosynchrone quasi circulaire avec les paramètres :	
- Altitude moyenne : 550 km
- Inclinaison : 97,6°
- Période de révolution : 98,785 minutes
- Passage au nœud ascendant : 06 h 00
- Cycle orbital :  28 jours

### Radar COSI
La charge utile est le radar à synthèse d'ouverture (COSI - Corea SAR Instrument) développé par Thales Alenia Space, Italie. Celui-ci a une masse de 520 kg et consomme 600 watts. Il fonctionne en bande X sur la longueur 9,66 GHz. Il peut fonctionner de manière continue durant 2 minutes par orbite. Le satellite peut basculer latéralement de ± 45° ce qui permet de balayer une région de 490 km de large de part et d'autre de la trace au sol. Il comprend trois modes de fonctionnement :
| mode             | résolution spatiale | largeur de la bande |
| ---------------- | ------------------- | ------------------- |
| Standard         | 3 mètres            | 30 km               |
| Haute résolution | 1 mètre             | 5 km                |
| Bande large      | 20 mètres           | 100 km              |

### Suite d'instruments AOPOD
Le satellite emporte une charge utile secondaire AOPOD (Atmosphere Occultation and Precision Orbit Determination) qui comprend le récepteur GPS bi-fréquence IGOR (Integrated GPS Occultation Receiver) de fabrication américaine qui permet d'étudier la structure de la haute atmosphère et de déterminer avec précision la trajectoire du satellite. La suite comprend également un rétroréflecteur laser LRRA (Laser Retro Reflector Array) fournit par GFZ (GeoForschungsZentrum) de Potsdam, en Allemagne également utilisé pour déterminer la position du satellite.